# مدالنظر

تعديل مصدري - تعديل

مدالنظر هي إحدى قرى عزلة جيشان بمديرية جيشان التابعة لمحافظة أبين، بلغ تعداد سكانها 94 نسمة حسب تعداد اليمن لعام 2004.